# Ферезеи
Ферезеи (ивр. פְּרִזִּי‎, «перизи») — народ или группа народов, неоднократно упоминаемый в Библии как один из живших в Ханаане до прибытия израильтян. Если их название не связано с местным субстратным языком, то возможно, оно связано с еврейским термином, означающим «сельский житель».

## История
Библейские упоминания о ферезеях охватывают период со времён Авраама (Быт. 13:7) до времени Ездры и Неемии (Езд. 9:1, 2). По мнению Мишеля Лефевра, ссылка Эзры на ферезеев вовсе не означает, что они всё ещё существовали в его времена; с гораздо большей вероятностью Эзра просто ссылается на такие авторитетные для него источники, как Исх. 34:11—16 и Втор. 7:1—5, которые запрещали смешанные браки с различными неизраильскими народами, в том числе и с ферезеями.
Время, когда ферезеи были основными противниками израильтян, по-видимому, относится к периоду Иисуса Навина (ранний период книги Судей).
Согласно Книге Иисуса Навина, ферезеи обитали в холмистой местности Иудеи и Ефрема (Иисус Навин 11: 3, 17: 14-15). Согласно 1 Цар. 9:21, они были порабощены Соломоном.
По словам Тревора Брайса, «ферезеев невозможно связать с какими-либо народами или землями, известными из внебиблейских источников».
Возможно, что их название имело довольно размытый смысл и относилось либо к тем, кто жил в деревнях (в отличие от евреев, которые тогда вели кочевой и скотоводческий образ жизни), либо к тем, чьё происхождение было евреям неизвестно, либо сразу к нескольким чужим народам.

## Еврейская энциклопедия
Ханаанское племя поселилось на юге Ханаана между Хором и Негевом, хотя это не упоминается в генеалогии народов в книге Бытия. Согласно Ветхому завету, Авраам, когда он вступил в Ханаан, обнаружил ферезеев, живущих рядом с хананеями (там же, Xiii. 7), и Бог обещал уничтожить оба этих народа (там же, Xv. 20). Иаков обличил своих сыновей из-за преступления Сихема, поскольку он боялся ферезеев и хананеев (там же, XXXIV. 30). Моисей пообещал израильтянам привести их в землю ферезеев и амореев (Исход XXX. 8); и позже племена Симеона и Иуды покорили хананеев и ферезеев (Судей I. 4). Ферезеи были среди племен, которые не были подвергнуты дани Соломоном (I Царств IX. 20-22), в то время как Ездре жаловались на то, что священники и левиты не отделились от ферезеев и других местных народов (Ездра IX. 1).
Ранее считалось, что ферезеи были доисторическим племенем, которое ассимилировалось с хананеями, когда хананеи вторглись в Ханаан. Однако ферезеи не упоминаются в библейской генеалогии народов. Более поздние комментаторы считают, что названия «Перизи» и «Перази» идентичны, и что Библия обозначила термином «ферезеи» все народы, живущие в поселениях без стен.

## Список используемой литературы
- Riehm, Handwörterb. 2d ed., p. 1211
- Cheyne and Black, Encyclopedia Biblica, s.v.;
- Hastings' Dictionary of the Bible, s.v.
- The Zondervan Pictorial Encyclopedia of the Bible; Merrill Tenney, ed., Zondervan Publishing House, ©1976; Vol. 4, p. 704